# Nováky Béla
| Nováky Béla                               | Nováky Béla                                             |
| Kattints az alábbi külső linkek egyikére! | Kattints az alábbi külső linkek egyikére!               |
| ----------------------------------------- | ------------------------------------------------------- |
| Nem található szabad kép.(?)              |                                                         |
| külső link · jogvédett                    | Nováky Béla. KöMaL arcképcsarnok. 1958-1959.            |
| külső link · jogvédett                    | Elhunyt Nováky Béla. Magyar Hidrológiai Társaság. 2016. |

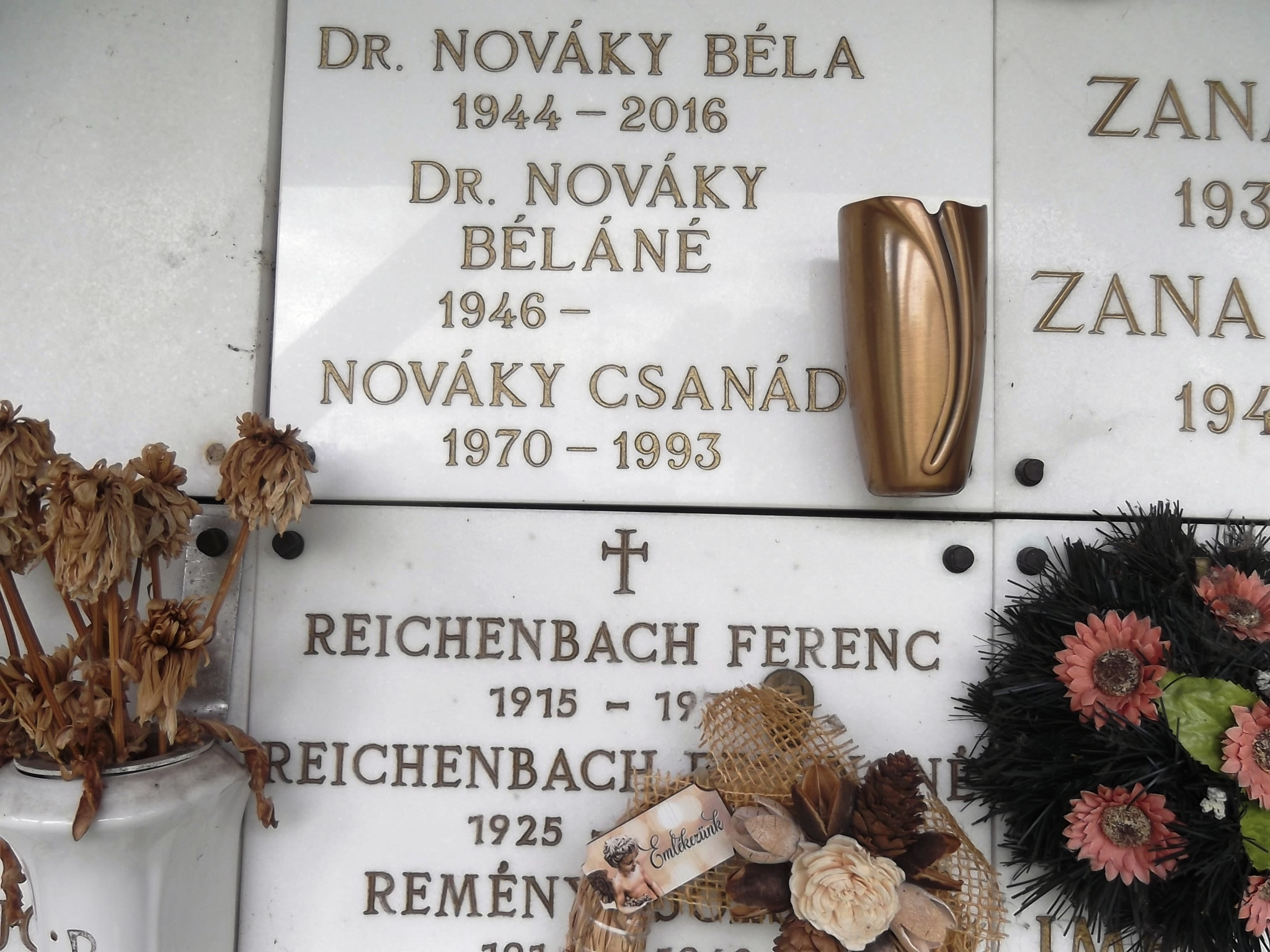
Nováky Béla sírja a Bartok Béla úti Szent Gellért templomban, Külső keresztút 12. állomás

Nováky Béla (Marosvásárhely, 1944. március 6. – Budapest, 2016. december 20.) magyar hidrológus mérnök, egyetemi docens.

## Életpályája
Édesapja Nováky Jenő okleveles gépészmérnök, közgazdasági mérnök és közgazdász doktor, édesanyja Cserpes Erzsébet okleveles tanítónő. Két testvére Antal (1942–2025) vegyipari gépészmérnök, mérnök-közgazdász és Erzsébet (1945–) közgazdász, jövőkutató.
1962-ben érettségizett a zuglói I. István Gimnáziumban a 4.b osztályban. Középiskolai Matematikai Lapokban (KÖMAL) 1958-1959-ben is a korosztálya élmezőnyében, az 5-6. helyen végzett, majd 1959-1960-ban első helyezést ért el. KöMaL arcképcsarnok.
A Leningrádi Hidrometeorológiai Egyetem Szárazföldi Hidrológia Szakán hidrológus mérnök oklevelet szerzett 1967-ben, amit 1983-ban honosított a BME Építőmérnöki Kar Vízépítő mérnök Szakán. Vízgazdálkodási szakmérnöki vizsgát tett 1985-ben, majd doktorált 1991-ben. A műszaki tudomány kandidátusa fokozatot 1992-ben szerezte meg az MTA-n.  A BME-n PhD-fokozatot szerzett 1996-ban.
A Közép-Tiszavidéki Vízügyi Igazgatóság hidrológus mérnöke (1967–1970), a Vízgazdálkodási, illetve a Vízrajzi Osztály vezetője (1970–1972, 1975–1976), közben a Vízgazdálkodási Intézet szakértőjeként, illetve szakértő csoportjának vezetőjeként részt vett Mongólia országos vízgazdálkodási kerettervének (1972–1975) és a Kerülen folyó regionális tervének kidolgozásában (1977–1980). A Vízgazdálkodási Intézet főmunkatársa (1980–1987), a Vízgazdálkodási Tudományos Kutatóközpont (VITUKI) Hidrológiai Intézetének tudományos főmunkatársa (1987–1991).
A Gödöllői Agrártudományi Egyetem, illetve a Szent István Egyetem Vízgazdálkodási és Meliorizációs Tanszék előadója (1985–1991), tudományos főmunkatársa (1991–1993), docense (1993-2001) és a tanszék vezetője (1998-2000), a Szent István Egyetem Mezőgazdasági- és Környezettudományi Kar Környezetgazdálkodási Intézet Tájökológiai Tanszék egyetemi docense (2001-től).
Hidrológiai előrejelzésekkel, vízrajzi észlelésekkel, a Tisza-medence vízháztartásával, Magyarország felszíni vizeinek műszaki hidrológiai jellemzésével, agrohidrológiával, vízkészlet-gazdálkodási alapkutatásokkal foglalkozott. 2007-2013. között az MTA-BME Víz-gazdálkodási Kutatócsoport tudományos főmunkatársa volt. 2013-ban nyugdíjba vonult.
Rendszeresen publikált a Vízügyi Közlemények c. szaklapban 1983-1998 között., továbbá a Hidrológiai Közlönyben, a Vízügyi Közleményekben és a Hidrológiai tájékoztatóban.
2017. január 9-én temették a Bartók Béla úti Szent Gellért-templomban. (külső keresztút, 12. állomás)

## Főbb művei
- Éghajlati változások hidrológiai hatásai. Egyetemi doktori és kandidátusi értekezés is. Budapest, 1991.
- A globális éghajlati változások társadalmi-környezeti vizsgálata. Vízügyi Közlemények, 1991. *Climatic Effects on Runoff Conditions in Hungary. Earth Surface and Landforms, 1991.
- Effects of Global Warming on Water Resources and Supplies. Encyclopedia of Life Support Systems. Oxford, 2002.
- Az éghajlatváltozás vízgazdálkodási hatásai. (A hazai vízgazdálkodás stratégiai kérdései. Budapest, 2002.

## Közéleti szerepvállalása (válogatás)
- MTA Vízgazdálkodás-tudományi Bizottság tagja (1993-), titkára (2006-2011), elnöke (2012-),
- MTA Osztályközi Állandó Hidrológiai Bizottságának tagja (1998-),
- IPCC MTA KTB keretében működő magyar bizottságának (NIC) tagja (2008-),
- Országos Vízgazdálkodási Tanács tagja (2008 –),
- Nemzeti Fenntartható Fejlesztés Tanács Klímapolitikai Bizottsága tagja (2013-2015),
- Nemzetközi Hidrológiai Program (IHP) magyar tagozatának tagja (1993-),
- Szent István Egyetem Mezőgazdaság- és Környezettudományi Kara Kari tanácsának tagja (1996-2000, 2002-2005).
- A Magyar Hidrológiai Társaságnak 1968-tól tagja, a szolnoki csoport titkára (1970-1971), a Hidraulikai és Műszaki Hidrológiai Szakosztályának vezetőségi tagja (1985-2007), alelnöke (2003-2006);
- MHT Nemzetközi Bizottsága tagja (1986-1991),
- Hidrológiai Tájékoztató szerkesztő bizottsági tagja (1984-1985),
- Hidrológiai Közlöny szerkesztő bizottságának tagja (2015-).

## Díjak, kitüntetések, elismerések
- Felsőoktatási Tanulmányi Érdemérem (Oktatásügyi Minisztérium). (1968)
- Árvízvédelemért (Közép-Tiszavidéki Vízügyi Igazgatóság). (1970)
- Kiváló Munkáért (Vízgazdálkodási Intézet). (1979, 1986)
- Mongol Vízgazdálkodás Kiváló Dolgozója (Mongólia Vízügyi Minisztériuma). (1980)
- Najramdal (Barátság) Érdemérem (Mongólia Minisztertanácsa). (1984)
- Magyar Hidrológiai Társaság, Pro Aqua emlékérem. (1986)
- Vízrajzi Szolgálatért emlékplakett (VITUKI). (1986)
- Magyar Hidrológiai Társaság, Vitális Sándor szakirodalmi nívódíj. (1991)
- Magyar Köztársaság Elnökének Sub auspiciis praesidis rei publicae Aranygyűrűje. (1993)
- Széchenyi Professzori Ösztöndíj (1998)
- Pedagógus Szolgálatért Emlékérem (Oktatásügyi Minisztérium) (2006)
- Az IPCC tagjaként testületi Nobel-békedíj. (2007)
- Magyar Mérnökkamra tiszteleti tagja. (2008)
- Doctor honoris causa (Szent István Egyetem). (2009)
- Köztársasági Érdemrend Lovagkeresztje. (2015)